# Emilio Fernández
Emilio „El Indio” Fernández, właśc. Emilio Fernández Romo (ur. 26 marca 1904 w Mineral del Hondo, zm. 6 sierpnia 1986 w Meksyku) – meksykański reżyser, aktor i scenarzysta filmowy. Najbardziej znany jako twórca klasycznego melodramatu Maria Candelaria (1944), który uhonorowano francuską Złotą Palmą podczas pierwszego w historii MFF w Cannes.

## Młodość
Fernández urodził się w Mineral del Hondo w stanie Coahuila. Jego ojciec, Fernando Garza, był wojskowym, który w roku 1910 przystąpił do rewolucji Zapaty; matka natomiast była Indianką z plemienia Mexican Kickapoo, które zamieszkiwało rejon Sabinas, stąd przydomek przyszłego reżysera. El Indio porzucił szkołę, by wziąć udział w powstaniu, kierowanym przez Adolfo Huertę.
Prezydent Meksyku, Álvaro Obregón, skazał Huertę na wygnanie, Fernández zaś otrzymał 20 lat więzienia, z którego uciekł przy pomocy dynamitu i wyjechał z Huertą do Stanów Zjednoczonych. Tam Huerta pracował jako nauczyciel muzyki, a Emilio – w latach dwudziestych i trzydziestych XX wieku – jako statysta w Hollywood.

## Model statuetki Oscara
Fernández uważany jest za modela, na którym wzorowana jest statuetka Oscara, chociaż nie ma na to historycznych dowodów. Według legendy w 1928 roku, dyrektor artystyczny MGM, Cedric Gibbons, jeden z oryginalnych członków Akademii, nadzorował projekt trofeum, drukując go na zwoju. Podczas gdy potrzebował modela dla statuetki, Gibbonsowi został przedstawiony przez Dolores del Río młody meksykański reżyser. Podobno początkowo niechętny przedsięwzięciu Fernández został jednak przekonany do pozowania nago do rzeźby „Oscara”.
Pytany o to Mark Avenson, dyrektor wykonawczy R.C. Ovens, chicagowskiej firmy produkującej statuetki Oscara od roku 1983, uważa, że jest to typowa „miejska legenda” pozbawiona podstaw. Jego zdaniem figura jest schematyczna, pozbawiona cech indywidualnych, a nawet ludzkich i do jej zaprojektowania nie był potrzebny żaden model.

## Kariera
Dzięki zdobytym w Hollywood doświadczeniom, wszedł do meksykańskiego przemysłu filmowego jako scenarzysta i aktor. „El Indio” dostał pierwszą rolę aktorską w Corazón Bandolero (1934) w reżyserii Rafaela J. Sevilli. Wygląd aktora pozwolił mu zagrać główną rolę miejscowego w filmie Janitzio autorstwa Carlosa Navarro.
„El Indio” napisał również scenariusz do filmu Wyspa namiętności (1942), którego był również reżyserem. Jego kolejne filmy odniosły sukces nie tylko w Meksyku, ale także w pozostałych krajach Ameryki Łacińskiej. Za melodramat Maria Candelaria (1944) został nagrodzony Złotą Palmą na pierwszym w historii MFF w Cannes. Nagrodę otrzymał także jego operator Gabriel Figueroa. Fernández wypracował swój własny styl. Jego koncepcja meksykańskiej wsi stała się standardem w branży filmowej, kreując obraz Meksyku na świecie.
Do innych znanych filmów Fernándeza należą Porzuceni, Bugambilia (1945; z Dolores del Río i Pedro Armendariz, głównymi aktorami Fernándeza w Meksyku), Enamorada (1946), Perła (1947), Río Escondido (1948) i Maclovia (1948), Paloma (1949; z inną muzą Fernándeza: jego żoną Columbą Domínguez) i The Torch (1950; nakręcony w Stanach Zjednoczonych, z Paulette Goddard). W 1947 roku, Fernández wyreżyserował część scen do obrazu Uciekinier w reżyserii irlandzko–amerykańskiego twórcy Johna Forda.
W połowie lat 50. filmy Fernándeza stały się mniej popularne. Filmowiec został zepchnięty na boczny tor przez innych meksykańskich reżyserów, takich jak Luis Buñuel. Fernández wrócił do aktorstwa. W Meksyku wystąpił w takich filmach jak La Cucaracha (1959; z Marią Felix i Dolores del Río) oraz El Crepúsculo de un Dios (1969; którego był także reżyserem). Obraz A Faithful Soldier of Pancho Villa autorstwa Emilio pojawił się na 5. Międzynarodowym Festiwalu Filmowym w Moskwie.
W Hollywood brał udział w produkcji takich filmów, jak Noc iguany (1964, w reżyserii Johna Hustona, z Richardem Burtonem i Avą Gardner), Powrót siedmiu wspaniałych (1966, z Yulem Brynnerem), Dajcie mi głowę Alfredo Garcii (1974, reżyser Sam Peckinpah) oraz Pod wulkanem (1984). Ostatni film w jakim wystąpił to Arriba Michoacán z 1987 roku.

## Życie prywatne
Fernández od 1949 roku do jego śmierci żył z meksykańską aktorką Columbą Dominguez, z którą miał córkę o imieniu Jacaranda. Emilio miał także drugą córkę, pisarkę Adelę. W latach 1964–1970 Emilio był w związku z Beatriz Castaneda. Był zakochany w swojej muzie, Dolores del Rio, lecz bez odwzajemnienia. W 1945 roku miał romans z aktorką amerykańską brytyjskiego pochodzenia Olivią de Havilland.

## Filmografia

### Reżyser
- 1942: Wyspa namiętności
- 1942: Soy puro mexicano
- 1943: Polny kwiat
- 1944: Maria Candelaria
- 1945: Bugambilia
- 1945: Porzuceni
- 1946: Pepita Jiménez
- 1946: Zakochana
- 1947: Perła
- 1947: Uciekinier
- 1948: Río Escondido
- 1948: Maclovia
- 1949: Salón México
- 1949: Paloma
- 1949: La malquerida
- 1950: Duelo en las montañas
- 1950: The Torch
- 1950: Un día de vida
- 1951: Ofiary grzechu
- 1951: Islas Marías
- 1951: La bienamada
- 1952: Siempre tuya
- 1952: Acapulco
- 1952: El mar y tú
- 1952: Cuando levanta la niebla
- 1953: Sieć
- 1953: Reportaje
- 1953: El rapto
- 1954: La rebelión de los colgados
- 1955: La rosa blanca
- 1955: My dwoje
- 1955: La tierra del fuego se apaga
- 1958: Una cita de amor
- 1960: El impostor
- 1962: Pueblito
- 1963: Paloma herida
- 1967: Un dorado de Pancho Villa
- 1969: Un crepúsculo de un dios
- 1974: La choca
- 1976: Zona roja
- 1979: México Norte (remake jego filmu Paloma)
- 1979: Erótica

### Aktor
- 1934: Janitzio
- 1940: Los de Abajo
- 1943: Polny kwiat
- 1959: La cucaracha
- 1964: Noc iguany
- 1966: Powrót siedmiu wspaniałych
- 1969: Dzika banda
- 1972: Dajcie mi głowę Alfredo Garcii
- 1975: Brawurowe porwanie
- 1984: Pod wulkanem
- 1986: Los amantes del señor de la noche